# 艾倫斯敦 (新罕布什爾州)
艾倫斯敦（英語：Allenstown）是一個位於美國新罕布什爾州梅里馬克縣的鎮。

## 人口
根據2020年美國人口普查的數據，艾倫斯敦的面積為53.30平方千米，當中陸地面積為53.00平方千米，而水域面積為0.30平方千米。當地共有人口4707人，而人口密度為每平方千米88人。